# Морсанкс-ла-Нувель
Морсанкс-ла-Нувель (фр. Morcenx-la-Nouvelle) — муніципалітет у Франції, у регіоні Нова Аквітанія, департамент Ланди. Морсанкс-ла-Нувель утворено 1 січня 2019 року шляхом злиття муніципалітетів Аржузан, Гарросс, Морсанкс i Сендер. Адміністративним центром муніципалітету є Морсанкс. Населення — 4989 осіб (01.01.2021).